# Гунько Лідія Олександрівна
Гунько Лідія Олександрівна (нар. 10 серпня 1993) — українська бобслеїстка. Перша в історії України бобслеїстка, яка здобула олімпійську ліцензію на Олімпійські ігри.

## Кар'єра
На початку своєї спортивної кар'єри займалася стронґменом. У 2016 році стала чемпіонкою світу в становій тязі. У 2017 році перемогла на змаганнях «Арнольд-классік».
Почала займатися бобслеєм у 2018 році, а у 2019 році розпочала міжнародні виступи.
20 грудня 2020 року, разом із Іриною Ліщинською виграла бронзову медаль на етапі Кубка Європи у Сігулді. Ця медаль стала першою у історії українського бобслею.
27 листопада 2021 року на етапі Кубка Європи у Альтербензі виграла бронзову медаль у двійках.
14 січня 2022 року посіла третє місце на етапі світової серії у Вінтерберзі, що дозволило їй отримати олімпійську ліцензію в монобобі. Лідія стала першою українською бобслеїсткою, якій вдалося здобути ліцензію на Олімпійські ігри. Разом із Іриною Ліщинською у змаганнях двійок посіла друге місце у загальному заліку Кубка Європи.

## Виступи на чемпіонатах світу
| Рік  | Місце проведення      | Місце |
| ---- | --------------------- | ----- |
| 2021 | Альтенберг, Німеччина | 21    |

## Світова серія
| Сезон   | Місце | Очки | 1      | 2      | 3      | 4      | 5      | 6     | 7      | 8      | 9      | 10     | 11    |
| ------- | ----- | ---- | ------ | ------ | ------ | ------ | ------ | ----- | ------ | ------ | ------ | ------ | ----- |
| 2019–20 | Н/Д   | Н/Д  | ЛІЛ 13 | КЕН 24 | ЛАП 12 | ЛАП 12 |        |       |        |        |        |        |       |
| 2020–21 | 35    | 136  | АЛТ 21 | КЕН 14 |        |        |        |       |        |        |        |        |       |
| 2021–22 | 31    | 466  | ЛІЛ 8  | ЛІЛ 6  | ІНС 28 | АЛТ 5  | ВІН 11 | СІГ 5 | АЛТ 19 | СІГ 15 | ІНС 11 | ІНС 11 | ВІН · |

## Кубок Європи
| Сезон   | Місце | Очки | 1      | 2     | 3     | 4      | 5     | 6     | 7     | 8     |
| ------- | ----- | ---- | ------ | ----- | ----- | ------ | ----- | ----- | ----- | ----- |
| 2020–21 | 12    | 108  | ВІН 15 | СІГ 4 | СІГ · | ІНС 14 |       |       |       |       |
| 2021–22 | 2     | 584  | ЛІЛ 6  | ЛІЛ 5 | АЛТ · | ВІН 9  | ВІН 9 | СІГ 7 | ІНС 9 | ВІН 5 |

- Виступи з Іриною Ліщинською.